# Gatesville (Teksas)
Gatesville – miasto w Stanach Zjednoczonych, w stanie Teksas, w  hrabstwie Coryell. W 2000 roku liczyło 15 591 mieszkańców.